# 急脈穴
急脈穴（きゅうみゃくけつ）は、足の厥陰肝経に属す12番目の経穴である。

## 部位
様々な取穴方法があるが、教科書では曲骨穴の外2寸5分とされている。

## 名前の由来
急は激しさ、脈は血筋を現すことから。

## 効能
日本では正穴として扱われていないため、臨床例がほとん報告されていないが、そのため、効果はほとんど分っていない。